# Efekt pominięcia
Efekt pominięcia (ang. omission bias) – błąd poznawczy polegający na tendencji do oceniania szkodliwych działań jako gorszych i bardziej niemoralnych, niż równie szkodliwa bezczynność i niedziałanie.
Przy podejmowaniu decyzji błąd ten działa podobnie, jak efekt statusu quo i powoduje, że ludzie nie podejmują działań, które, choć pozytywne, wiążą się z jakimikolwiek kosztami. W większości wypadków ludzie nie zdają sobie sprawy z tego, że bezczynność również jest jakąś decyzją i w związku z tym może być oceniana równorzędnie z innymi decyzjami. Jeśli powoduje równie wiele szkód, jak jakieś działanie, to może być równie zła, co ono.
Często przytaczanym przykładem zasady pominięcia są szczepienia. Zanotowano bardzo wiele przypadków rodziców, którzy nie szczepili małych dzieci, obawiając się ryzyka związanego z tym zabiegiem. Uznawali, że skoro szczepienie wiąże się z pewnym ryzykiem, to lepszym wyborem jest rezygnacja z niego. Jest to błędne rozumowanie, gdyż ryzyko związane z samą chorobą jest zwykle wielokrotnie większe i rezygnacja ze szczepionki bardziej naraża dziecko niż szczepienie. Bezpieczniejszym rozwiązaniem jest więc skorzystanie ze szczepionki, a źródła ryzyka (szczepionka i choroba) powinny być rozpatrywane równoważnie.
Efekt pominięcia był obserwowany przez psychologów przez przedstawianie ludziom przykładowych scenariuszy i uzyskiwanie od nich opinii. Przykładowy scenariusz wygląda następująco: tenisista John miał następnego dnia rozgrywać decydujący mecz. John wiedział, że jego przeciwnik ma alergię na pewne substancje zawarte w jedzeniu. Badanym przedstawiono dwie sytuacje: W pierwszej John proponował swojemu przeciwnikowi w restauracji jedzenie, o którym wiedział, że zawiera te substancje. W drugiej przeciwnik sam zamawiał to jedzenie, a John jedynie nie ostrzegał go przed zawartością. Większość badanych oceniało pierwsze zachowanie jako bardziej niemoralne. Jednak efekty w obu sytuacjach były identyczne, rozróżnienie polegało więc wyłącznie na tym, że w pierwszym wypadku podjęto intencjonalnie działanie, a w drugiej intencjonalnie działania nie podjęto.
W małej skali efekt pominięcia sprawia, że często osobiste tragedie są całkowicie ignorowane przez otoczenie, gdy do zapobieżenia im wystarczyłaby interwencja jednej osoby. W dużej skali powoduje na przykład obojętność bogatych krajów na epidemie i katastrofy polityczne w ubogich krajach. W obu przypadkach interwencja wiązałaby się z wzięciem odpowiedzialności za jej skutki, co często wystarcza do uzasadnienia bezczynności.